# Sigilarias
Las sigilarias eran unas fiestas que se celebraban en la antigua Roma a seguida de las Saturnales; según unos, según otros cuatro días antes de estas.
Recibían este nombre de las figurillas de oro, plata y arcilla que durante las mismas se ofrecían a Saturno (sigilla). El mito de las Sigilarias, según Macrobio, es el siguiente: Hércules, después de matar a Gerión, al conducir a través de Italia los rebaños de bueyes que arrebatara a su víctima, echó en el Tíber algunas estatuillas en número del de los compañeros que había perdido en su viaje, al objeto de que al llegar aquellas al mar, mediante el curso propicio de las aguas, fuesen devueltas a la tierra maternal de los difuntos. De ese modo la costumbre de hacer esas figurillas vino a ser una práctica religiosa.